# セルゲイ・ゼニョフ
セルゲイ・ゼニョフ（Sergei Zenjov、1989年4月20日 - ）は、エストニア・パルヌ出身のサッカー選手。FCフローラ・タリン所属。エストニア代表。ポジションはフォワード。

## 経歴

### クラブ
地元のパルヌJKでサッカーを始めた。
パルヌ・ヴァプルス所属時の2006年3月8日、TVMKタリン戦でメスタリリーガ（エストニア1部）デビュー。
2006年7月、FC TVMKタリンへ移籍した。
2008年2月、ウクライナ・プレミアリーグのFCカルパティ・リヴィウへ5年契約で移籍した。
2010年9月16日のボルシア・ドルトムント戦でUEFAヨーロッパリーグに初出場を果たした。
2014年7月3日、EFLチャンピオンシップのブラックプールFCへ1年契約で移籍した。得点を挙げられないまま、同年12月2日に退団。
2015年1月12日、ロシアサッカー・プレミアリーグのFCトルペド・モスクワへ2年半契約で移籍した。
2015年6月16日、アゼルバイジャン・プレミアリーグのガバラFKへ2年契約で移籍した。2016年3月19日のアムカル・ペルミ戦では、チームとして500点目となる記念ゴールを決めた。
2017年6月27日、エクストラクラサ（ポーランド1部）のKSクラコヴィアへ1年契約で移籍した。
カザフスタン・プレミアリーグのFCシャフチョール・カラガンダを経て、2021年1月20日、FCフローラ・タリンに移籍。14シーズンぶりに故郷のエストニア1部リーグに復帰した。

### 代表
2005年より各世代のエストニア代表でプレー。
2008年8月20日、マルタとの親善試合でA代表デビュー。翌9月6日に行われた2010 FIFAワールドカップ・ヨーロッパ予選のベルギー戦ではA代表初ゴールを決めた。